# Kościerzyna (gmina)
Kościerzyna est une gmina rurale du powiat de Kościerzyna, Poméranie, dans le nord de la Pologne. Son siège est la ville de Kościerzyna, bien qu'elle ne fasse pas partie du territoire de la gmina.
La gmina couvre une superficie de 310,15 km2 pour une population de 13 295 habitants.

## Géographie
La gmina inclut les villages de Będominek, Czarlina, Czarne Pustkowie, Częstkowo, Dąbrówka, Dębogóry, Debrzyno, Dobrogoszcz, Fingrowa Huta, Garczyn, Gołuń, Gościeradz, Gostomie, Grzybowo, Grzybowski Młyn, Juszki, Kaliska Kościerskie, Kania, Kłobuczyno, Korne, Kościerska Huta, Kościerzyna-Wybudowanie, Kruszyna, Kula Młyn, Lizaki, Loryniec, Łubiana, Ludwikowo, Małe Stawiska, Mały Klincz, Mały Podleś, Niedamowo, Nowa Karczma, Nowa Kiszewa, Nowa Wieś Kościerska, Nowy Klincz, Nowy Podleś, Owśnice, Owśniczka, Piekło, Plon, Puc, Rotembark, Sarnowy, Skoczkowo, Skorzewo, Smolniki, Stawiska, Sycowa Huta, Szenajda, Szludron, Wąglikowice, Wawrzynowo, Wdzydze Kiszewskie, Wętfie, Wielki Klincz, Wielki Podleś, Wieprznica, Wierzysko, Wygoda, Zabrody, Zielenin et Złotowo.
La gmina borde la ville de Kościerzyna et les gminy de Dziemiany, Karsin, Liniewo, Lipusz, Nowa Karczma, Somonino, Stara Kiszewa, Stężyca et Sulęczyno.

## Jumelage
- Cölbe (Allemagne)[2]